# I Know (Luther Vandross)
I Know è l'undicesimo album in studio del cantautore statunitense Luther Vandross, pubblicato nel 1998.

## Tracce
1. Keeping My Faith in You – 4:55 (Luther Vandross, Reed Vertelney)
2. Isn't There Someone – 4:41 (Vandross, Richard Marx)
3. Religion – 4:35 (Vandross, Tony Moran)
4. Get It Right (featuring Marcella Precise) – 5:26 (Vandross, Marcella Brailsford, Marcus Miller)
5. I Know (featuring Stevie Wonder) – 5:22 (Vandross, Vertelney)
6. I'm Only Human (featuring Cassandra Wilson & Bob James) – 5:28 (Vandross, Miller)
7. Nights in Harlem (featuring Marcella Precise) – 4:57 (Vandross, Marcella Brailsford, Rex Rideout, Fonzi Thornton)
8. Dream Lover – 4:32 (Vandross, Miller)
9. When I Need You – 6:47 (Albert Hammond, Carole Bayer Sager)
10. Are You Using Me? – 5:21 (Vandross, Thornton, Carl Gonzalez, Luis Vager)
11. Are You Mad at Me? – 4:35 (Vandross, John Anderson)
12. Now That I Have You – 5:01 (Vandross, Vertelney)
13. Nights in Harlem (Darkchild Extended Remix) (featuring Guru) – 5:24 (Vandross, Marcella Brailsford, Rex Rideout, Thornton)